# Cytheromorpha chiaoshenga
Cytheromorpha chiaoshenga is een mosselkreeftjessoort uit de familie van de Loxoconchidae. De wetenschappelijke naam van de soort is voor het eerst geldig gepubliceerd in 2008 door Hu & Tao.